# 12.ª etapa de la Vuelta a España 2021
La 12.ª etapa de la Vuelta a España 2021 tuvo lugar el 26 de agosto de 2021 entre Jaén y Córdoba sobre un recorrido de 175 km y fue ganada por el danés Magnus Cort del equipo EF Education-NIPPO. El noruego Odd Christian Eiking mantuvo un día el maillot rojo de líder.

## Clasificación de la etapa
| Jaén - Córdoba | etapa escarpada | (175 km) |

| \| Clasificación de la etapa \| Clasificación de la etapa \| Clasificación de la etapa \| Clasificación de la etapa \| Clasificación de la etapa \| \| Ciclista \| Ciclista \| Equipo \| Tiempo \| \| \| ------------------------- \| ------------------------- \| ------------------------- \| ------------------------- \| ------------------------- \| \| 1.º \| Magnus Cort \| EF Education-Nippo \| 3 h 44 min 21 s \| \| \| 2.º \| Andrea Bagioli \| Deceuninck-Quick Step \| + 0 s \| \| \| 3.º \| Michael Matthews \| BikeExchange \| + 0 s \| \| \| 4.º \| Matteo Trentin \| UAE Team Emirates \| + 0 s \| \| \| 5.º \| Andreas Kron \| Lotto-Soudal \| + 0 s \| \| \| 6.º \| Felix Großschartner \| Bora-Hansgrohe \| + 0 s \| \| \| 7.º \| Antonio Jesús Soto \| Euskaltel-Euskadi \| + 0 s \| \| \| 8.º \| Anthony Roux \| Groupama-FDJ \| + 0 s \| \| \| 9.º \| Gianluca Brambilla \| Trek-Segafredo \| + 0 s \| \| \| 10.º \| Martijn Tusveld \| Team DSM \| + 0 s \| \| |                     |                       |                 |
| |                     |                       |                 |
| Fuente: ProCyclingStats |                     |                       |                 |
| Clasificación de la etapa |                     |                       |                 |
| Ciclista | Ciclista            | Equipo                | Tiempo          |
| 1.º | Magnus Cort         | EF Education-Nippo    | 3 h 44 min 21 s |
| 2.º | Andrea Bagioli      | Deceuninck-Quick Step | + 0 s           |
| 3.º | Michael Matthews    | BikeExchange          | + 0 s           |
| 4.º | Matteo Trentin      | UAE Team Emirates     | + 0 s           |
| 5.º | Andreas Kron        | Lotto-Soudal          | + 0 s           |
| 6.º | Felix Großschartner | Bora-Hansgrohe        | + 0 s           |
| 7.º | Antonio Jesús Soto  | Euskaltel-Euskadi     | + 0 s           |
| 8.º | Anthony Roux        | Groupama-FDJ          | + 0 s           |
| 9.º | Gianluca Brambilla  | Trek-Segafredo        | + 0 s           |
| 10.º | Martijn Tusveld     | Team DSM              | + 0 s           |

## Clasificaciones al final de la etapa

### Clasificación general
| \| Clasificación general \| Clasificación general \| Clasificación general \| Clasificación general \| Clasificación general \| \| Ciclista \| Ciclista \| Equipo \| Tiempo \| \| \| --------------------- \| --------------------- \| ---------------------------------- \| --------------------- \| --------------------- \| \| 1.º \| Odd Christian Eiking \| Intermarché-Wanty-Gobert Matériaux \| 45 h 33 min 18 s \| \| \| 2.º \| Guillaume Martin \| Cofidis \| + 58 s \| \| \| 3.º \| Primož Roglič \| Jumbo-Visma \| + 1 min 56 s \| \| \| 4.º \| Enric Mas \| Movistar Team \| + 2 min 31 s \| \| \| 5.º \| Miguel Ángel López \| Movistar Team \| + 3 min 28 s \| \| \| 6.º \| Jack Haig \| Bahrain Victorious \| + 3 min 55 s \| \| \| 7.º \| Egan Bernal \| Ineos Grenadiers \| + 4 min 46 s \| \| \| 8.º \| Adam Yates \| Ineos Grenadiers \| + 4 min 57 s \| \| \| 9.º \| Sepp Kuss \| Jumbo-Visma \| + 5 min 03 s \| \| \| 10.º \| Felix Großschartner \| Bora-Hansgrohe \| + 5 min 38 s \| \| |                      |                                    |                  |
| |                      |                                    |                  |
| Fuente: ProCyclingStats |                      |                                    |                  |
| Clasificación general |                      |                                    |                  |
| Ciclista | Ciclista             | Equipo                             | Tiempo           |
| 1.º | Odd Christian Eiking | Intermarché-Wanty-Gobert Matériaux | 45 h 33 min 18 s |
| 2.º | Guillaume Martin     | Cofidis                            | + 58 s           |
| 3.º | Primož Roglič        | Jumbo-Visma                        | + 1 min 56 s     |
| 4.º | Enric Mas            | Movistar Team                      | + 2 min 31 s     |
| 5.º | Miguel Ángel López   | Movistar Team                      | + 3 min 28 s     |
| 6.º | Jack Haig            | Bahrain Victorious                 | + 3 min 55 s     |
| 7.º | Egan Bernal          | Ineos Grenadiers                   | + 4 min 46 s     |
| 8.º | Adam Yates           | Ineos Grenadiers                   | + 4 min 57 s     |
| 9.º | Sepp Kuss            | Jumbo-Visma                        | + 5 min 03 s     |
| 10.º | Felix Großschartner  | Bora-Hansgrohe                     | + 5 min 38 s     |

### Clasificación por puntos
| Clasificación por puntos | Clasificación por puntos | Clasificación por puntos | Clasificación por puntos | Clasificación por puntos |
| Ciclista                 | Ciclista                 | Equipo                   | Puntos                   |                          |
| ------------------------ | ------------------------ | ------------------------ | ------------------------ | ------------------------ |
| 1.º                      | Fabio Jakobsen           | Deceuninck-Quick Step    | 180 pts                  |                          |
| 2.º                      | Magnus Cort              | EF Education-Nippo       | 114 pts                  |                          |
| 3.º                      | Primož Roglič            | Jumbo-Visma              | 106 pts                  |                          |
| 4.º                      | Michael Matthews         | BikeExchange             | 92 pts                   |                          |
| 5.º                      | Arnaud Démare            | Groupama-FDJ             | 74 pts                   |                          |
| 6.º                      | Matteo Trentin           | UAE Team Emirates        | 73 pts                   |                          |
| 7.º                      | Alberto Dainese          | Team DSM                 | 73 pts                   |                          |
| 8.º                      | Enric Mas                | Movistar Team            | 69 pts                   |                          |
| 9.º                      | Andrea Bagioli           | Deceuninck-Quick Step    | 69 pts                   |                          |
| 10.º                     | Lilian Calmejane         | AG2R Citroën Team        | 59 pts                   |                          |

### Clasificación de la montaña
| Clasificación de la montaña | Clasificación de la montaña | Clasificación de la montaña        | Clasificación de la montaña | Clasificación de la montaña |
| Ciclista                    | Ciclista                    | Equipo                             | Puntos                      |                             |
| --------------------------- | --------------------------- | ---------------------------------- | --------------------------- | --------------------------- |
| 1.º                         | Damiano Caruso              | Bahrain Victorious                 | 31 pts                      |                             |
| 2.º                         | Romain Bardet               | Team DSM                           | 27 pts                      |                             |
| 3.º                         | Michael Storer              | Team DSM                           | 17 pts                      |                             |
| 4.º                         | Pavel Sivakov               | Ineos Grenadiers                   | 16 pts                      |                             |
| 5.º                         | Jack Haig                   | Bahrain Victorious                 | 15 pts                      |                             |
| 6.º                         | Primož Roglič               | Jumbo-Visma                        | 12 pts                      |                             |
| 7.º                         | Kenny Elissonde             | Trek-Segafredo                     | 11 pts                      |                             |
| 8.º                         | Rein Taaramäe               | Intermarché-Wanty-Gobert Matériaux | 10 pts                      |                             |
| 9.º                         | Sepp Kuss                   | Jumbo-Visma                        | 9 pts                       |                             |
| 10.º                        | Magnus Cort                 | EF Education-Nippo                 | 8 pts                       |                             |

### Clasificación de los jóvenes
| Clasificación del mejor joven | Clasificación del mejor joven | Clasificación del mejor joven | Clasificación del mejor joven | Clasificación del mejor joven |
| Ciclista                      | Ciclista                      | Equipo                        | Tiempo                        |                               |
| ----------------------------- | ----------------------------- | ----------------------------- | ----------------------------- | ----------------------------- |
| 1.º                           | Egan Bernal                   | Ineos Grenadiers              | 45 h 38 min 04 s              |                               |
| 2.º                           | Aleksandr Vlásov              | Astana-Premier Tech           | + 1 min 22 s                  |                               |
| 3.º                           | Gino Mäder                    | Bahrain Victorious            | + 2 min 08 s                  |                               |
| 4.º                           | Juan Pedro López              | Trek-Segafredo                | + 4 min 49 s                  |                               |
| 5.º                           | Rémy Rochas                   | Cofidis                       | + 17 min 12 s                 |                               |
| 6.º                           | Steff Cras                    | Lotto-Soudal                  | + 32 min 52 s                 |                               |
| 7.º                           | Clément Champoussin           | AG2R Citroën Team             | + 39 min 59 s                 |                               |
| 8.º                           | Jefferson Cepeda              | Caja Rural-Seguros RGA        | + 42 min 08 s                 |                               |
| 9.º                           | Michael Storer                | Team DSM                      | + 53 min 28 s                 |                               |
| 10.º                          | Gotzon Martín                 | Euskaltel-Euskadi             | + 54 min 56 s                 |                               |

### Clasificación por equipos
| Clasificación por equipos | Clasificación por equipos          | Clasificación por equipos | Clasificación por equipos |
| Equipo                    | Equipo                             | Tiempo                    |                           |
| ------------------------- | ---------------------------------- | ------------------------- | ------------------------- |
| 1.º                       | Ineos Grenadiers                   | 136 h 47 min 27 s         |                           |
| 2.º                       | UAE Team Emirates                  | + 3 min 15 s              |                           |
| 3.º                       | Movistar Team                      | + 5 min 19 s              |                           |
| 4.º                       | Bahrain Victorious                 | + 5 min 58 s              |                           |
| 5.º                       | Jumbo-Visma                        | + 10 min 44 s             |                           |
| 6.º                       | Trek-Segafredo                     | + 20 min 46 s             |                           |
| 7.º                       | Intermarché-Wanty-Gobert Matériaux | + 31 min 46 s             |                           |
| 8.º                       | Astana-Premier Tech                | + 36 min 44 s             |                           |
| 9.º                       | AG2R Citroën Team                  | + 56 min 39 s             |                           |
| 10.º                      | Cofidis                            | + 58 min 28 s             |                           |

## Abandonos
Tobias Bayer no completó la etapa.